# 벌컨 작전
벌컨 작전(Operation Vulcan)은 1943년 5월 6일부터 5월 12일까지 제2차 세계 대전의 튀니지 전역에서 진행된 군사 작전이다.
연합국과 추축국 사이에서 일어난 튀니지 전역의 마지막 지상전이다. 5월 6일에 영국군이 튀니스를 점령했고 미군이 비제르테를 점령했으며 5월 13일에 추축국이 항복을 선언하면서 튀니지 전역은 연합국의 승리로 끝나게 된다. 연합국은 이에 앞선 1943년 4월에 추축국의 영공을 봉쇄하는 군사 작전인 플랙스 작전을 진행했고 추축국이 항복을 선언한 이후에는 추축국의 영해를 봉쇄하는 군사 작전인 징벌 작전을 진행했다.